# ريما فيرتانن
ريما فيرتانن (بالفنلندية: Reima Virtanen)‏ (مواليد 5 نوفمبر 1947) هو ملاكم فنلندي، مثّل بلاده في الألعاب الأولمبية الصيفية 1972 وحقق الميدالية الفضية في فئة الوزن المتوسط.

## روابط خارجية
ريما فيرتانن على موقع أوليمبيديا (الإنجليزية)